# Варвара Миленович
Варвара Миленович (на сръбски: Варвара Миленовић) е игуменка на манастир Любостиня от 1943 до 1995 година.

## Биография
Игуменка Христина (Миленович) е родена през 30 август 1910 година в село Радовци, община Алексинац (Сърбия). При св. Кръщение получава името Даница.
През този период става духовно чедо на приснопаметния архимандрит Никон (Лазаревич), а той, от своя страна, я запознава с матушка Сара (Джукетич) игуменка на Любостиня.
На 21 април 1934 година послушница Даница е постригана в монашество с името Варвара в чест на св. великомъченица Варвара от епископа Николай Велимирович.
На 8 февруари 1943 године е избрана от сестринството за игуменка на манастира Любостиня. Умира на 21 май 1995 година на Любостиня манастир.